# Czabaniwka (obwód chmielnicki)
Czabaniwka (ukr. Чабанівка) – wieś na Ukrainie, w obwodzie chmielnickim, w rejonie kamienieckim, nad Uszycą.
W czasach Rzeczypospolitej wieś leżała w województwie podolskim. Odpadła od Polski w wyniku II rozbioru.
We wsi urodził się Jan Tokarzewski-Karaszewicz.